# سیلیکون (پلیمر)

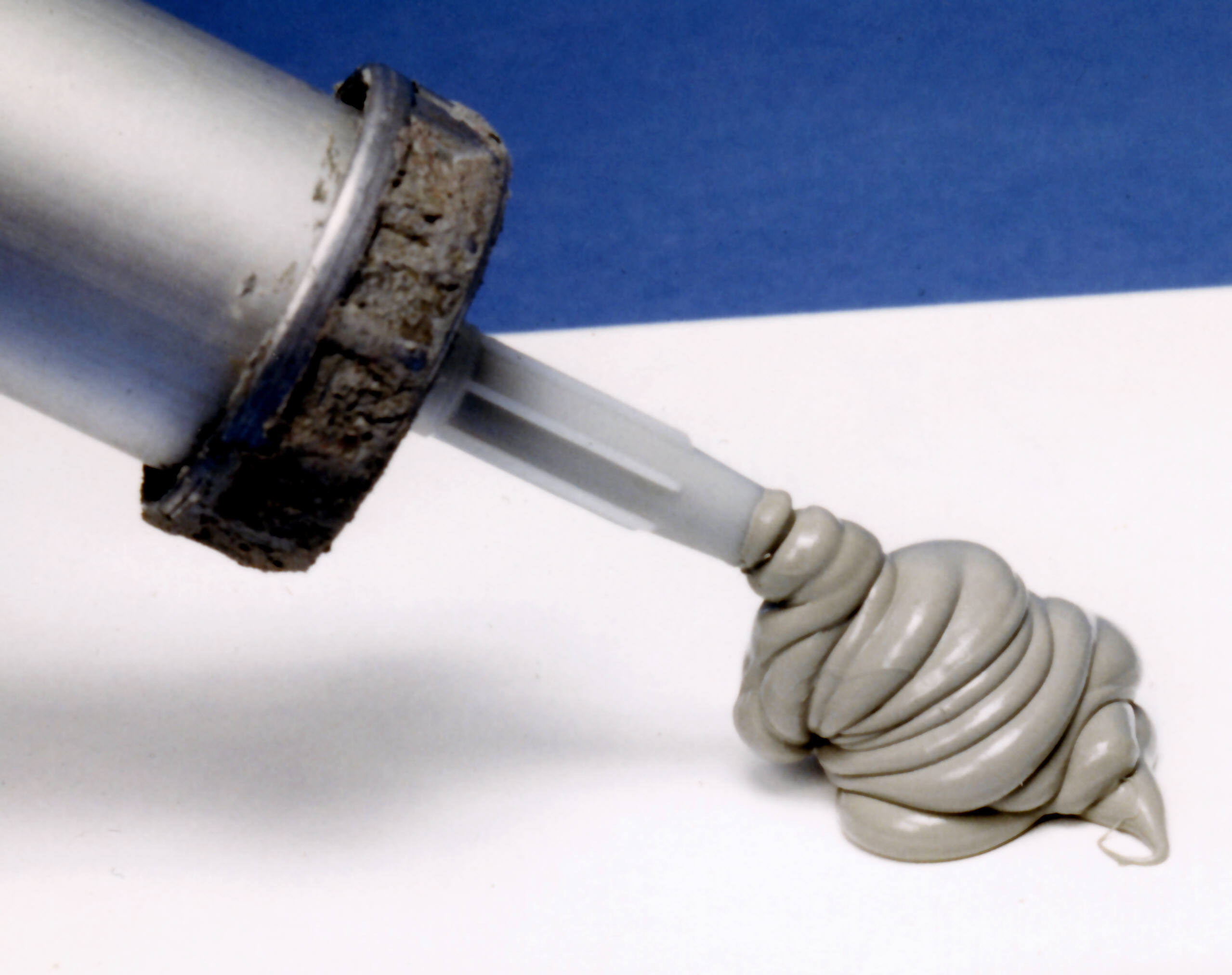
چسب سیلیکون

سیلیکون (به انگلیسی: Silicone) که پلی‌سیلوکسان (به انگلیسی: polysiloxanes) نیز نامیده می‌شود، پلیمرهایی هستند که شامل هر ترکیب مصنوعی ساخته شده از واحدهای تکرار شونده سیلوکسان (به انگلیسی: siloxane) باشد، که زنجیره ای متناوب از اتم‌های سیلیکون و اتم‌های اکسیژن است که با کربن، هیدروژن و گاهی برخی عناصر دیگر ترکیب شده است.
این پلیمرها معمولاً مقاوم به گرما بوده و به صورت مایع یا لاستیکی مانند موجود می‌باشند که برای کاربردهایی از قبیل: درزگیر و آب‌بند، چسب، روانکار، لوازم پخت‌وپز و همچنین عایق حرارتی و الکتریکی استفاده می‌شوند. انواع پرکاربرد آن شامل: روغن سیلیکون، گریس سیلیکون، لاستیک سیلیکون، رزین سیلیکون و درزبند سیلیکون می‌باشد.
فردریک کیپینگ کاشف سیلیکون است. زمانی که می‌خواست پلاستیک تولید کند، به جای استفاده از ترکیبات کربن، از زنجیره سیلیسیم استفاده کرد که به صورت اتفاقی خانواده سیلیکون‌ها را کشف کرد. سیلیکون به صورت جامد یا مایع وجود دارد که در مقابل حرارت و بسیاری از مواد شیمیایی مقاوم است.

سیلیکون (برای قالب‌گیری)**  
سیلیکون‌های قالب‌گیری (به انگلیسی: **Molding Silicone**) نوعی از مواد لاستیکی سیلیکونی هستند که به‌طور گسترده در ساخت قالب‌های دقیق و انعطاف‌پذیر استفاده می‌شوند. این مواد به دلیل خواص منحصربه‌فردی مانند مقاومت حرارتی بالا، انعطاف‌پذیری، دوام و عدم چسبندگی به بسیاری از سطوح، گزینه‌ای ایده‌آل برای قالب‌گیری از اجسام با جزئیات پیچیده هستند.  
### **انواع سیلیکون قالب‌گیری**  
سیلیکون‌های قالب‌گیری عموماً در دو گروه اصلی تقسیم‌بندی می‌شوند:  
1. **سیلیکون کندگیر (Condensation Cure - RTV)**:  
   - بر پایه واکنش تراکمی (کندانساسیون) سخت می‌شود.  
   - معمولاً ارزان‌تر است اما طول عمر کم‌تری دارد.  
   - برای قالب‌گیری عمومی و پروژه‌های غیرصنعتی مناسب است.  
2. **سیلیکون افزودنی (Addition Cure - Platinum Cure)**:  
   - بر پایه واکنش افزایشی (پلاتینومی) سخت می‌شود.  
   - بدون ایجاد محصولات جانبی (مانند الکل) خشک می‌شود.  
   - طول عمر بالاتر و جمع‌شدگی کم‌تری دارد.  
   - برای قالب‌گیری دقیق، صنعتی و تولید انبوه مناسب است.  
### **کاربردهای سیلیکون قالب‌گیری**  
- ساخت قالب برای مجسمه‌سازی، صنایع دستی و هنری  
- تولید قطعات رزینی، بتونی و پلی‌اورتان  
- قالب‌گیری دندان‌پزشکی و پروتزهای پزشکی  
- صنایع خودروسازی و هوا فضا برای ساخت قطعات دقیق  
### **مزایای سیلیکون قالب‌گیری**  
- **انعطاف‌پذیری بالا**: امکان قالب‌گیری از اجسام با زیربُرش‌های پیچیده  
- **مقاومت حرارتی**: تحمل دماهای بالا (معمولاً تا ۲۰۰–۳۰۰ درجه سانتی‌گراد)  
- **عدم چسبندگی**: جدایش آسان قالب از مدل بدون نیاز به روان‌کننده  
- **پایداری شیمیایی**: مقاوم در برابر بسیاری از مواد شیمیایی  
سیلیکون‌های قالب‌گیری در اشکال مختلفی مانند خمیری، مایع و روان‌کننده عرضه می‌شوند و انتخاب نوع مناسب آن بستگی به نوع کاربرد و دقت مورد نیاز دارد.  
این ماده یکی از پرکاربردترین مواد در صنعت قالب‌سازی و تولید محسوب می‌شود.

## چسب آکواریوم
چسب آکواریوم نوعی چسب با قدرت چسبندگی بسیار بالا بوده و ساختار قدرتمندی دارد. چسب‌های آکواریوم با نام چسب سیلیکون نیز شناخته می‌شوند. این چسب‌ها از خانواده چسب‌های مایع بوده و ساختار ژله مانندی دارند. چسب‌های آکواریوم به علت داشتن ماندگاری طولانی و همچنین فرمولاسیون خاص بهترین نوع چسب برای استفاده در محیط‌های مرطوب با هر نوع آب و هوایی است.

## ترکیبات شیمیایی و مواد سازنده چسب آکواریوم
چسب آکواریوم محصول ترکیب عناصر آلی با روش‌های مختلف پلیمریزاسیون است. اکسیژن و آب دو عنصر اصلی سازنده این نوع چسب‌ها هستند. همچنین فرمولاسیون این چسب بر پایه پلیمر (سیلیکون و بسپارها) پایه‌ریزی می‌شود تا میزان پایداری و مقاوم این ماده در برابر تغییرات دمایی و نفوذ رطوبت افزایش یابد.
در تعریفی ساده‌تر چسب‌های آکواریوم (سیلیکونی) بر پایه سیلیکون ساخته می‌شوند، به همین دلیل قدرت چسبندگی و مقاوم بیشتری نسبت به سایر چسب‌ها دارند. چسب‌های سیلیکونی در دو نوع اسیدی و خنثی تولید می‌شوند. چسب‌های آکواریوم نوع اسیدی پس از خشک شدن روی سطح بوی سرکه مانندی دارند. چسب‌های سیلیکونی اسیدی عمدتاً در درزگیری و ترمیم سطوح خارجی کاربرد دارند.

## انواع چسب سیلیکون بر اساس ساختار
چسب‌های سیلیکونی در دو نوع مختلف اسیدی و خنثی یا طبیعی عرضه می‌شوند. مواد اولیه استفاده شده در هر یک از انواع چسب‌های آکواریوم با یکدیگر متفاوت است.
· چسب آکواریوم اسیدی (Acetoxy): این نوع چسب سیلیکونی بر پایه ماده استیک اسید ساخته شده و به همین دلیل به هنگام خشک شدن بویی شبیه به بوی سرکه تولید می‌کند.
· چسب آکواریوم طبیعی یا خنثی (Neutral): چسب‌های سیلیکونی خنثی دقیقاً نقش حلال اصلی را داشته و بنا بر این به هنگام متصاعد یا خشک شدن از خود موادی چون الکل را تولید می‌کنند. این نوع از چسب‌ها برای استفاده روی برخی سطوح خاص فلزی یا سرامیکی مناسب نبوده و به علت داشتن اسید خاص موجب تغییر رنگ یا تجزیه ساختار سطح می‌شوند.

## ویژگی‌های بارز چسب آکواریوم
چسب آکواریوم در مقایسه با سایر چسب‌های صنعتی و غیر صنعتی ویژگی‌های متمایزی دارد. از مهم‌ترین ویژگی‌های این چسب می‌توان به موارد ذیل اشاره کرد:
· ماندگاری بالا
· عایق رطوبتی
· ضد میکروب و قارچ
· ساختار بهداشتی
· مقاوم در برابر تغییرات آب و هوایی
· عدم رنگ‌پذیری
· عایق در برابر دما و صدا
· نارسانای الکتریکی
علت اصلی وجود خاصیت نارسانایی الکتریکی در چسب‌های آکواریوم استفاده از عناصر سیلیکون و اکسیژن در ساخت این چسب‌ها است. در حقیقت اکسیژن و سیلیکون جریان الکتریکی را از خود عبور نمی‌دهند. این چسب‌ها می‌توانند در بازه دمایی منفی ۲۰ تا مثبت ۱۲۰ درجه سانتی گراد خواص فیزیکی و شیمیایی خود را حفظ کنند.

## انواع چسب آکواریوم بر اساس رنگ
چسب آکواریوم در دو نوع اسیدی و خنثی تولید می‌شود. اما علاوه بر این دسته‌بندی چسب‌های سیلیکونی نیز در ۴ رنگ مشکی، قرمز، سفید و بی‌رنگ تولید می‌شوند. هر یک از این مدل چسب‌های سیلیکونی فرمولاسیون و خواص شیمیایی منحصربه‌فردی دارند.

### چسب آکواریوم قرمز
چسب آکواریوم قرمز بنا بر فرمولاسیون خاصی که دارد مقاومت بالایی داشته و به عنوان واشر مورد استفاده قرار می‌گیرد. این نوع چسب‌های سیلیکونی بیشترین میزان مقاومت را نسبت به سایر چسب‌های سیلیکونی دارند. همچنین چسب‌های سیلیکونی قرمز رنگ به علت واکنش‌ناپذیری و عایق بودن به عنوان چسب واشر به کار می‌روند.

### چسب سیلیکونی مشکی
چسب سیلیکونی (آکواریوم) مشکی نیز در چسباندن شیشه اتومبیل کاربرد گسترده‌ای دارد. در صنعت خودروسازی نیز این نوع چسب آکواریوم کاربرد فراوانی دارد.

### چسب سیلیکونی سفید
این نوع چسب سیلیونی برای استفاده در درزگیری سینک ظرفشویی، وان حمام و… مناسب است. همچنین از چسب‌های سیلیکونی سفید غالباً در فرایند درزگیری و عایق‌بندی کاشی‌ها و سرامیک‌ها استفاده می‌شود.

### چسب آکواریوم بی‌رنگ
نوع بی‌رنگ چسب آکواریوم نسبت به سایر انواع چسب‌های سیلیکونی کاربرد بیشتری دارد. از این چسب عمدتاً در چسباندن شیشه‌های آکواریوم، سینک ظرفشویی و… استفاده می‌شود.

## نگارخانه

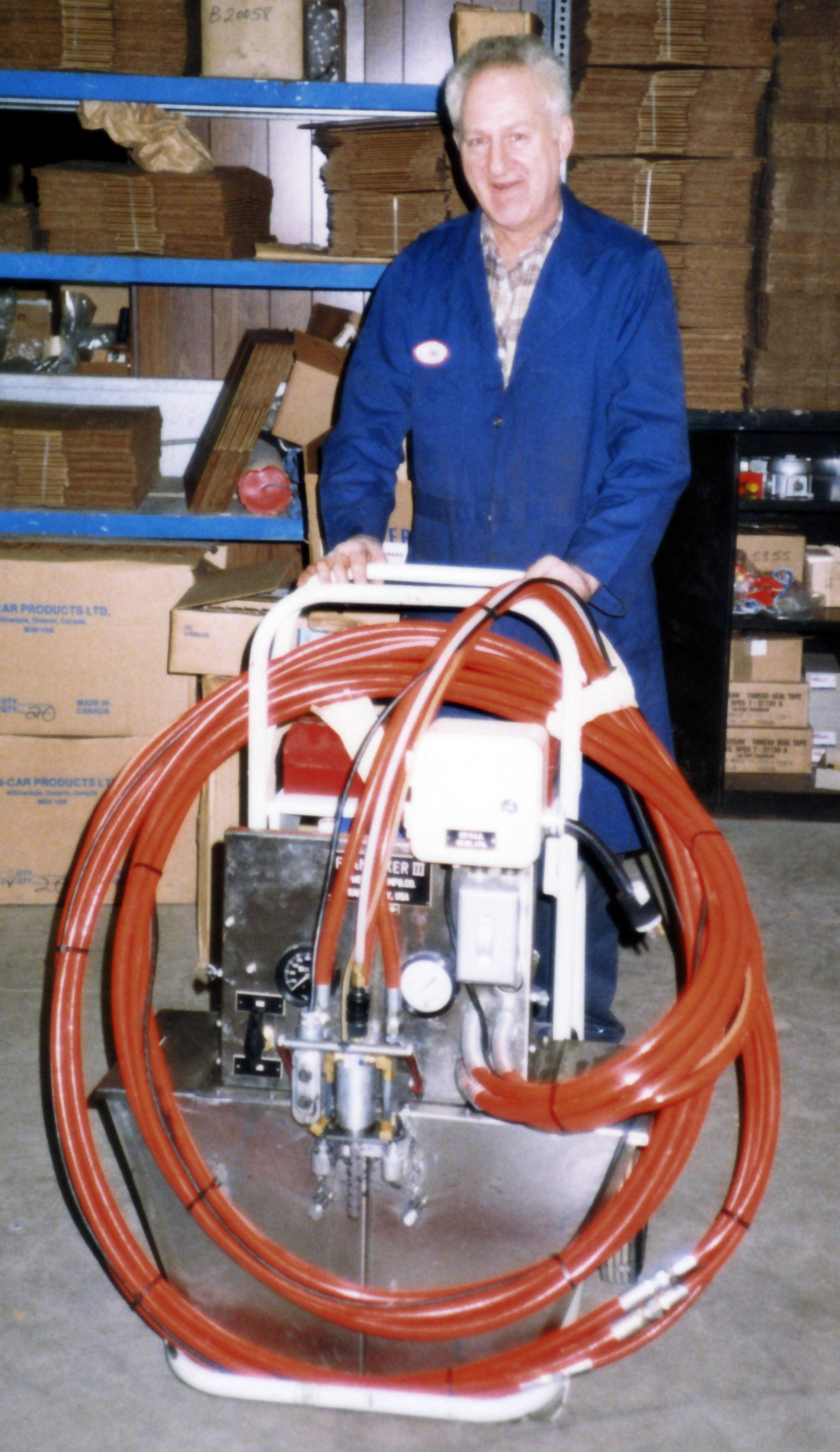